# 无偿献血宣传志愿者
无偿献血宣传志愿者简称无偿献血志愿者（经常参与或者有规律的积极参与无偿献血的人也被称为无偿献血志愿者），是有血液管理办公室相关科室组织的或者是群众自发的参与到普及无偿献血知识，宣传无偿献血相关法律法规及政策的志愿者。无偿献血志愿者是不以报酬为目的的志愿服务行为，但是看到人们在听从了自己的宣传之后加入到无偿献血行动中来，会感到无比的心理满足感和成就感。此类志愿者的服务场所大多是流动献血车或献血屋附近，也有部分参与到社区或者企事业单位的宣传活动。

## 无偿献血志愿者文化
无偿献血志愿的组织拥有自己特殊的文化。志愿者在从事志愿工作中所共同持有的理想和信念、价值观念和行为准则： 
1. 红十字精神：“人道·博爱·奉献”，“人道、公正、中立、独立、志愿服务、统一、普遍”的原则。
2. 志愿者精神：“奉献、友爱、互助、进步”。
3. 无偿献血精神：

- 保障血液安全、促进人类生存的平等权利是无偿献血事业的根本出发点和归宿。
- 无偿献血利人利己，促进社会进步、降低社会成本的深层理念。
- 无偿献血精神是无偿献血志愿者组织有别于其他一般公益组织的最大特征。

## 组织方式
1. 成立相应的组织机构。各地区均成立红十字会无偿献血志愿者服务队。并且“服务队”由市红十字会批准、命名并授旗，设队长、副队长若干名。“服务队”按服务的内容、专业下设多个小分队。
2. 制定相应的管理办法。各地红十字会无偿献血志愿者服务队都制定了相应的管理办法，“服务队管理办法”内容包括“服务队”宗旨、性质、机构、任务、职责、志愿工作者的权利和义务。
3. 进行志愿者培训。针对志愿者的不同情况进行培训，使他们能有针对性的开展志愿服务工作。培训内容包括政策法规、血液生理知识、社会营销技巧、社会服务技能等方面。通过组织各种联谊活动，寓教于乐，把有关信息传达给志愿者。
4. 实行相应的激励措施。举办志愿者经验交流、联谊等活动，增进感情沟通。实行“星级”评定和表彰，激发荣誉感，颁发星级荣誉证书和队员星级卡，营造志愿服务工作的良好氛围。
5. 实行规范化服务。如微笑服务，首问服务，弹性服务，应急服务。

## 志愿者的主要活动手段
利用现有的可调配资源进行宣传活动，其中最重要的是，宣传册的使用。志愿者做的最多的是向感兴趣愿意了解相关政策和知识的人群做介绍解释和答疑工作
- 宣传册 由血液管理办公室及血站印发，属于免费宣传材料。其中主要介绍无偿献血相关法律政策，献血条件，献血程序步骤，无偿献血与个人健康之类的知识，以及所在区县地区的无偿献血车和献血屋的地址联系电话和工作时间。

## 各地志愿者活动
在中国大陆，理论上每个血站都有自己的无偿献血者服务队伍，只是可能某些队伍长期活跃在平面及网络媒体之外，“不为人所知”。

### 中国大陆
中国红十字无偿献血志愿服务总队成立。
中国红十字会2009年5月18日发出《关于成立中国红十字无偿献血志愿服务总队的决定》。《决定》指出：为更好地履行《中华人民共和国红十字会法》和《中华人民共和国献血法》赋予红十字会的职责，推动我国无偿献血事业的健康发展，依据《中国红十字志愿服务管理办法》的规定，经总会研究决定，在深圳市红十字会无偿献血志愿工作者服务队的基础上，成立中国红十字无偿献血志愿服务总队。志愿服务总队在总会指导下，面向全国开展无偿献血志愿服务工作，逐渐在全国发展成立志愿服务分队，建立中国红十字无偿献血志愿服务网络，努力为我国无偿献血事业的发展做出积极贡献。

#### 北京
- 首都无偿献血志愿者协会，它是北京市志愿者联合会的团体会员，组织会员参加过很多志愿者聚会或者联谊的活动。[2]

1. “温暖冬季”---首都无偿献血志愿者在行动[3]
2. 无偿献血志愿服务培训 为首都志愿者做足功课。[4]

志愿者沙龙启动仪式 图片

#### 上海

##### 迎世博无偿献血宣传招募服务队
官方性质，由上海市卫生局牵头以上海世博会为背景的活动，旨在以世博会为契机，推广并宣传无偿献血知识和法律法规政策。服务队的只要任务是招募无偿献血志愿者和直接宣传相关知识，直接目的是保障世博会期间可能出现的大量临床用血。2009年12月23日上海市成立首支迎世博无偿献血宣传招募服务队。 该首支队伍下设11支分队，将覆盖上海市区的各大爱心献血点位，上海市主要中心市区每区下一支)。招募服务队的建立目的主要是在增强2010年上海世博会期间招募无偿献血志愿者和宣传服务人员的能力。
在上海市新虹桥中心花园举行的上海市迎世博无偿献血宣传招募服务队授旗仪式
上海是血液管理办公室在上海世博会来临前对迎世博无偿献血宣传服务队的志愿者进行了一系列的培训，其中包括团队合作的拓展，服务礼仪，以及英语口语。

##### 黄浦区无偿献血志愿者服务队

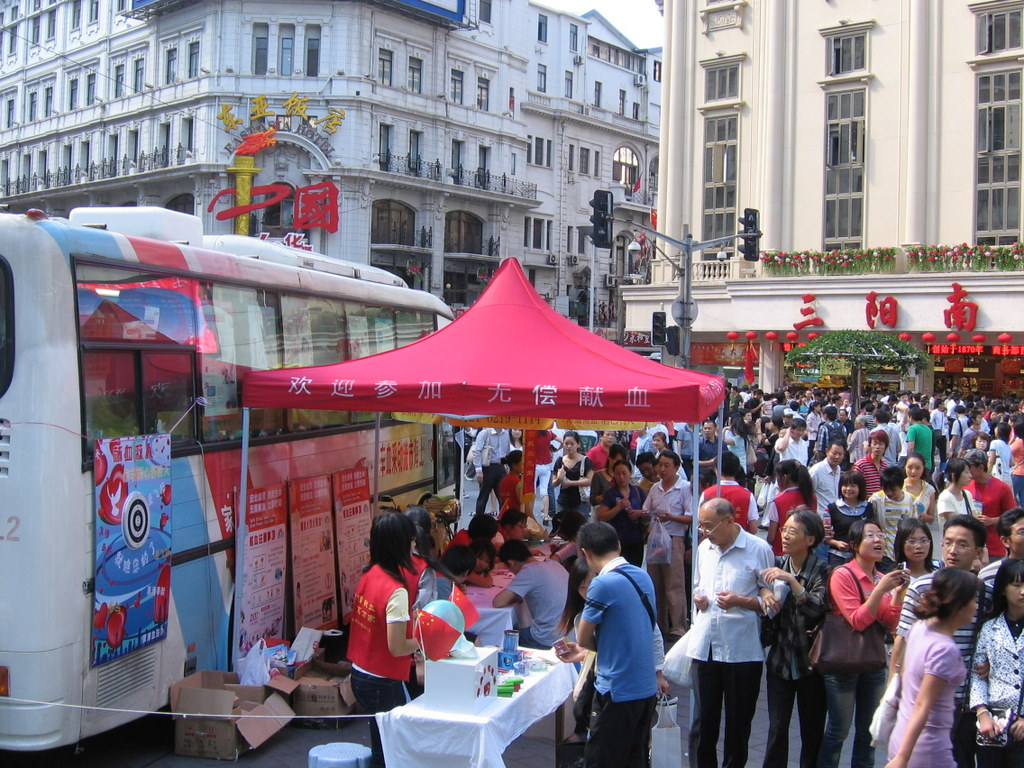
上海市南京东路世纪广场的无偿献血车,穿红马甲者为志愿者

半官方性质，由黄浦区血液管理办公室相关负责人牵头组织志愿者周末参加志愿者活动,目前为迎世博无偿献血宣传招募服务的一支。志愿者包括黄浦区以及附近区县的学生工人教师等人员，其中有高中学生参与活动，成员平均年龄较小。
相关新闻， 据统计，仅2009年元旦当天南京东路步行街采血量为134人份，再次取得全市单车单点单日的第一名，同时也刷新了同比去年的125人份记录，取得了新年又一次的开门红。……在2009年春节期间，南京路步行街流动采血车所采的血量，为全市各采血点之最，其中年初一为145人份、年初二为539人份，创下今年春节期间全市各无偿献血点最高。。据悉2010年元旦假期三天上海市无偿献血量７２万毫升  ，而据南京东路无偿献血志愿者负责人介绍，南京东路献血车采血数量又创新高，2010年元月1号募集256份全血，新年假期头三天，2010年1月1日至一月三日共募集全血507份，第二名347份。（每200cc算一份）。
该服务队创建了志愿者交流的QQ群和豆瓣主办方及小组 （页面存档备份，存于）来方便发布活动消息和招募志愿者以及志愿者之间的相互交流。
相关新闻：
- 奉献中的快乐--记活跃在黄浦区的无偿献血志愿者宣传服务队.[11]
- （2010年）“五一”黄浦区南京路步行街无偿献血宣传工作纪实。[12]

##### 闸北区无偿献血志愿者服务队
相关新闻，2009年9月上海市闸北区献血办和闸北区卫生监督所联合在铁路上海站南广场开展无偿献血志愿者宣传招募活动，宣传鼓励更多人能参与到无偿献血行列中来。当天的活动接待了百余名咨询者，发放了300余份宣传资料。自2009年9月14日起，闸北区无偿献血宣传服务队员利用业余时间前往流动献血点，招募无偿献血者，9月27日已成功招募800余名无偿献血志愿者，采集血量16万毫升（累计数字）。

#### 天津
- 天津市无偿献血志愿者之家，这个是官方背景的一个无偿献血者的组织，在这个组织里的都是积极踊跃参与无偿献血的天津市名或者工作单位所在地为天津的外地户籍人士，也有驻津部队以及市委市政府领导加入。[14]

- 塘沽区无偿献血志愿者服务队。[15]

- 天津海运职业学院无偿献血志愿者服务队。[16]

#### 重庆
- 重庆大学无偿献血服务志愿者团，2008年6月在虎溪大学城成立，它是由重庆大学蒲公英义工社社员发起的一个非赢利性组织。自2008年9月份以来(截止2009-05-18日参考新闻发表时)，无偿献血服务志愿者们利用周末及课余闲暇时间，共进行了约30次无偿献血服务活动，足迹踏遍沙坪坝，解放碑，杨家坪，江北等重庆各区域。[17]

#### 河北
- 唐山市无偿献血志愿者赴血站开展志愿服务。22位来自华北煤炭医学院预防医学部的无偿献血志愿者身着圣诞老人服装来到唐山市中心血站和市区各采血点，帮助工作人员做好辅助工作的同时为无偿献血者送上温馨的祝福，新闻图片[永久]。[18]

#### 山西
- 太原市无偿献血志愿者协会。协会负责志愿者服务时间的详细记录、义工服务人员的上岗培训、志愿者的星级评定，还建立了太原市无偿献血志愿者协会网，成立无偿献血志愿者协会QQ群，宣传动员、定期招募无偿献血志愿者。在该协会的努力下太原市每年有都有5万多人次参加无偿献血，全太原市临床用血100%来自无偿献血，太原市也连续五届（参考资料发布时间 2009-8-11）荣获全国无偿献血先进城市称号。[19]

- 晋城市有支“无偿献血志愿者服务队”又献血又义务服务。这支“无偿献血志愿者服务队”成立于2006年，目前大约近百人。已坚持活动三年（参考资料发稿时间：2009年12月7日）。其中有人在采血车上义务服务累计达100多次。[20]

#### 辽宁
- 沈阳市无偿献血志愿者义工服务队。其下有辽宁大学、中国医科大学、沈阳建筑大学、沈阳理工大学、沈阳体育学院、沈阳航空职业技术学院沈飞校区等高校共同参与。其中沈阳航空职业技术学院沈飞校区的无偿献血志愿者义工服务队成立成立于2008年11月15日。[21]
- 阜新市无偿献血志愿者服务队。2007年6月14日无偿献血日成立。
- 大连市无偿献血者志愿服务队。（队名英译Volunteers for Blood Donation, Red Cross Society of China Dalian Branch；缩写为：VBD）。前身是2004年成立大连市无偿献血者俱乐部。2007年成立大连市无偿献血志愿服务大学生分队。2008年6月大连市无偿献血者志愿服务队正式成立。组织关系：由大连市红十字会批准成立并命名，市红十字会直接指导下的非法人的公益性志愿工作者组织。主管单位是大连市献血办公室。服务队正式成立于2008年6月14日无偿献血日，全部由多次自愿无偿献血者组成，包括工人、干部、私企老板、国家干部、学生等各类人群，最大的近60岁，最小的刚满18岁。在成立后一年的时间里，从最初的几十人发展到现在的300人。[22]，该志愿者服务队也包括高校志愿者服务分队，大连医科大学中山学院大学生分队，为该服务队下的第一支大学生分队（不同于其前身的大学生分队）。[23]大连市无偿献血志愿者服务队827人次服务4799小时（截止2009年1月11日参考资料发布时）。[24]
- 鞍山市无偿献血志愿者服务队。2008年11月7日成立。来自齐大山铁矿职工、在校学生、社会爱心人士等70余人成为首批队员。[25]新闻图片[永久]
- (鞍山)辽宁科技大学无偿献血志愿者服务队。2009年6月12日，辽宁科技大学团委召开无偿献血志愿者服务队成立启动仪式。[26]
- 锦州市无偿献血志工队，锦州市第一支无偿献血志愿工作者服务队。2009年6月14日无偿献血日，在锦州市中心血站的领导下来自渤海大学邓论研究社团、辽宁工业大学、辽宁医学院基础学院、锦州师专体育系和商务职业学院的100余名大学生进行了宣誓仪式，之后锦州市卫生局领导为无偿献血志愿工作者服务队代表授旗，成立了渤海大学邓论研究社团、辽宁工业大学、辽宁医学院基础学院、锦州师专体育系和商务职业学院5个分队。[27]

#### 吉林
- 四平市红十字会无偿献血志愿工作者服务队。2009年6月12日成立，四平市卫生局、红十字会联合举行了四平市红十字会无偿献血志愿工作者服务队成立仪式。据报道，服务队首批30多名志愿者来自企业职员、学生、机关干部、个体户等，他们都有过至少一次的献血经历，有的已经献血多年。[28]

#### 黑龙江
- 大庆市无偿献血志愿服务队.2005年11月5日成立，黑龙江省第一个无偿献血志愿者服务队首批加入的队员就有120人，主要是大庆市各高校的学生，还有部分公务员、卫生工作者和工人，年龄最小的18岁，最大的44岁。[29][30][31]
- 伊春市无偿献血志愿者服务队。2007年12月5日成立。
- 齐齐哈尔市无偿献血志愿者工作者服务队(齐齐哈尔市造血干细胞及无偿献血志愿者宣传服务队)。2006年7月，齐齐哈尔市无偿献血及造血干细胞志愿者宣传服务队即被提出创建。

1. 齐齐哈尔市宣传服务队大事记
2. 汇聚青春力量.点燃生命之火“博爱在鹤城[]
3. 某位志愿者的先进事迹把志愿阳光洒向社区每个角落[永久]
4. 创始人简历及介绍 （页面存档备份，存于）